# Todd Hamilton
William Todd Hamilton (født 18. oktober 1965 i Galesburg, Illinois, USA) er en amerikansk golfspiller, der (pr. september 2010) står noteret for to sejre på PGA Touren. Hans bedste resultat i en Major-turnering er hans sejr ved British Open i 2004, hvor han besejrede sydafrikaneren Ernie Els efter omspil.